# الفسيولوجيا المرضية لداء باركنسون

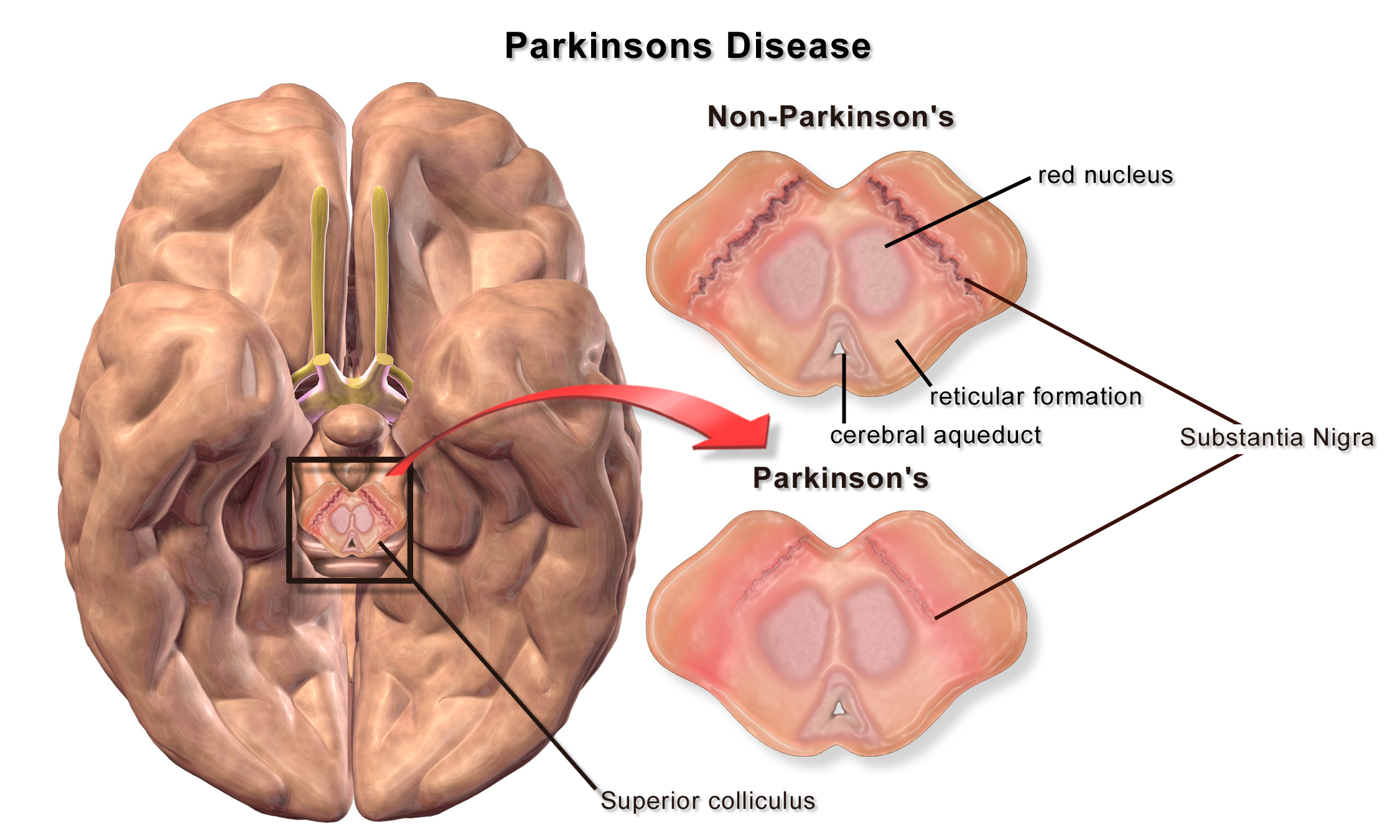
رسم توضيحي يشرح الفيسولوجيا المرضيه لداء باركنسون يوجد تطابق قوي لهذه الصفحه

تشمل الفسيولوجيا المرضية لداء باركنسون موت العصبونات الدوبامينية نتيجة تبدل الفعاليات الحيوية الدماغية المرافقة لمرض باركنسون. هناك عدة آليات مفترضة لموت العصبونات في هذا الداء، لكن لم تفهم جميعها بعد.
تشمل الآليات الخمس الكبرى للموت العصبوني: التكدس البروتيني ضمن أجسام ليوي، وتعطل عملية الالتهام الذاتي، وتبدل الأيض الخلوي أو الوظيفة المتقدرية، والالتهاب العصبي، وانهيار الحاجز الدماغي الدموي الذي يؤدي إلى التسرب الوعائي.

## التكدس البروتيني
يعد تجمع البروتينات أو نقص بلمرتها أول الأسباب الكبرى المقترحة للموت العصبوني في داء باركنسون. يزداد وجود بروتين ألفا-ساينوكلين في الدماغ عند مرضى باركنسون، وهو بروتين غير منحل يتراكم مشكلًا أجسام ليوي في العصبونات. اعتقد أن هذه الأجسام المسبب الرئيس للموت الخلوي في داء باركنسون، لكن الدراسات الحديثة تقترح أن أجسام ليوي تسبب الموت الخلوي بآلية أخرى، وبصرف النظر عن هذا، تعد أجسام ليوي واسمًا مرضيًا مهمًا لمرض باركنسون.
تظهر أجسام ليوي بدايةً في البصلة الشمية والبصلة السيسائية والسقيفة الجسرية، ويكون المرضى غير عرضيين في هذه المرحلة، ومع تقدم المرض تتراكم هذه الأجسام في المادة السوداء ومناطق الدماغ المتوسط وقاعدة الدماغ الأمامي وفي القشرة الجديدة.
ثبتت هذه الآلية بعد اكتشاف أن بروتين ألفا-ساينوكلين لا يملك سميةً إذا لم يتراكم، وأن بروتينات الصدمة الحرارية التي تساعد على إعادة تطوي البروتينات القابلة للتراكم تملك تأثيرًا مفيدًا لمرضى باركنسون عند فرط التعبير عنها، وأن الكواشف الكيميائية التي تبطل تجمع الأنواع البروتينية تحمي العصبونات من نماذج فرط التعبير الخلوي عن بروتين ألفا-ساينوكلين.
يبدو أن بروتين ألفا-ساينوكلين رابط أساسي بين نقص إصلاح الدنا ومرض باركنسون. ينشط هذا البروتين مورثة ATM (التي تسبب رنح توسع الشعيرات عند إصابتها بطفرة)، وهي تشفر كيناز تأشير أساسي في إصلاح تضرر الدنا. يرتبط ألفا-ساينوكلين بالأماكن المتضررة من شريط الدنا المزدوج ويسهل عملية إصلاح الدنا بربط النهايات غير المتماثلة. من المفترض أن تراكم هذا البروتين في السيتوبلازما لتشكيل أجسام ليوي ينقص مستوياته في النواة ويزيد الانكسارات في شريط الدنا المزدوج والموت الخلوي المبرمج للعصبونات.

## تعطل عملية الالتهام الذاتي
يعد تعطل الالتهام الذاتي ثاني الآليات الكبرى المقترحة لتفسير موت الخلايا العصبية في مرض باركنسون. يعمل الالتهام الذاتي على إتلاف المكونات الداخلية للخلية وإعادة تدويرها لاستخدامها مجددًا. يبدو أن الالتهام الذاتي يلعب دورًا رئيسًا في الحفاظ على صحة الدماغ، إذ يساعد على تنظيم الوظيفة الخلوية. قد يؤدي تعطل هذه الآلية إلى ظهور عدة أنماط من الأمراض مثل داء باركنسون، ويؤدي خلل وظيفة الالتهام الذاتي في داء باركنسون أيضًا إلى تنكس متقدري غير منتظم.

## التغيرات في الأيض الخلوي
يُعد اضطراب العضيات المولدة للطاقة (المتقدرات) ثالث الآليات الكبرى للموت الخلوي في داء باركنسون. تتعطل وظيفة المتقدرات في داء باركنسون ما يثبط إنتاج الطاقة ويؤدي إلى الموت الخلوي، ويُفترض أن معقد بروتين PINK1 وإنزيم باركين مسؤولان عن خلل وظيفة المتقدرات في هذا المرض، إذ أظهرا تأثيرًا على الالتهام الذاتي للمتقدرات (المعروف أيضًا بالتهام المتقدارت الذاتي الانتقائي).
PINK1 هو بروتين يُنقل في الحالة الطبيعية إلى داخل المتقدرة، لكنه قد يتراكم على سطح المتقدرات المعتلة. ينشط هذا البروتين المتراكم إنزيم باركين الذي يباشر عملية تحطيم المتقدرات غير الوظيفية، وهذه الآلية تمثل عملية «ضبط للجودة».
في مرض باركنسون، يُعتقد أن الجينات المشفرة لبروتين PINK1 وإنزيم باركين تتعرض لطفرات تمنع تحطيم المتقدرات التالفة مؤديةً إلى شذوذ وظيفي وشكلي فيها تكون نتيجته النهائية الموت الخلوي. يبدو أن طفرات دنا المتقدرات تتراكم أيضًا مع الوقت ما يفسر زيادة فرصة الموت العصبي بهذه الآلية مع تقدم العمر.
هناك آلية أخرى للموت الخلوي في مرض باركنسون تتعلق أيضًا بالمتقدرات، وتعتمد على توليد مركبات الأكسجين التفاعلية (روس). هذه المركبات جزيئات عالية التفاعل تحوي الأكسجين ويمكنها تعطيل الوظائف المتقدرية وباقي وظائف الخلية. تخسر المتقدرات قدرتها على التخلص من هذه المركبات مع تقدم السن لكن تستمر في إنتاجها ما يسبب زيادةً في صافي الإنتاج، وتكون النتيجة النهائية موت الخلية.
أوضحت الدراسات التي استعرضها بوسبيتا وآخرون أن مستويات ألفا ساينوكلين والدوبامين في المتقدرات والشبكة الهيولية الداخلية تساهم في الإجهاد التأكسدي وأعراض باركنسون. يبدو أن الإجهاد التأكسدي يلعب دورًا في تواسط الأحداث المرضية المستقلة التي تؤدي معًا إلى الموت الخلوي في داء باركنسون. قد يكون الإجهاد التأكسدي المؤدي إلى الموت الخلوي العامل المشترك الكامن وراء عمليات متعددة. يسبب الإجهاد التأكسدي أذية تأكسديةً لشريط الدنا، وهذه الأذية تزيد في المتقدرات المتوضعة في الخلايا العصبية في المادة السوداء لدى مرضى باركنسون، وقد تقود إلى موت هذه الخلايا.

## الالتهاب العصبي
يمثل الالتهاب العصبي رابع الآليات الكبرى المفترضة للموت العصبوني في داء باركنسون. عُرف دور هذه الآلية جيدًا في الأمراض العصبية التنكسية، لكن بعض آلياتها لا تتوافق تمامًا مع داء باركنسون. تُعد الخلية الدبقية الصغيرة أحد الأنواع الخلوية الرئيسة المساهمة في الالتهاب الخلوي. تمثل هذه الخلية الجهاز المناعي الفطري في الجهاز العصبي المركزي، إذ تتفحص وسطها المحيط وتغير شكلها بدرجة كبيرة استجابةً للأذيات العصبية.
يمتاز الالتهاب الحاد في الدماغ بالتفعيل السريع للخلايا الدبقية الصغيرة، وخلال هذه الفترة لا تكون الاستجابة المناعية المحيطية قد تنشطت بعد. مع مرور الوقت يسبب الالتهاب المزمن تنكس النسيج العصبي والحاجز الدماغي الدموي، وفي أثناء ذلك تولد الخلايا الدبقية مركبات الأكسجين التفاعلية وتطلق إشارات تنشط خلايا المناعة المحيطية لتحدث الاستجابة الالتهابية.
من المعروف أيضًا أن الخلايا الدبقية الصغيرة تمر بحالتين: M1 تمثل الحالة التي تنشط فيها الخلايا وتفرز عوامل طليعة الالتهاب، وM2 تمثل الحالة التي تتثبط فيها الخلية وتفرز عوامل مضادة للالتهاب. تكون الخلايا عادةً في وضع الراحة M2، لكن في داء باركنسون قد تدخل الخلايا الوضع M1 بسبب تراكم ألفا-ساينوكلين. تطلق الخلايا في الوضع الأول عوامل طليعة الالتهاب التي تسبب موت الخلايا العصبية المحركة. تطلق الخلايا الميتة عوامل تزيد تنشيط الخلايا في الوضع الأول ما يقود إلى حلقة تلقيم راجع إيجابي تسبب زيادة مستمرة في الموت الخلوي.

## انهيار الحاجز الدماغي الدموي
يمثل انهيار الحاجز الدماغي الدموي (بي بي بي) خامس الآليات الكبرى المفترضة للموت الخلوي. يحوي هذا الحاجز ثلاثة أنواع خلوية تنظم انتقال الجزيئات بين الدماغ والدم بدقة، وهي الخلايا البطانية والحولية والنجمية.
في الأمراض العصبية التنكسية، لوحظ تدهور الحاجز الدماغي الدموي في مناطق محددة من الدماغ، من ضمنها المادة السوداء في داء باركنسون وقرن آمون في الألزهايمر. قد يتعارض تراكم البروتينات أو إفراز السيتوكينات مع المستقبلات الخلوية ويغير وظيفتها في الحاجز الدماغي الدموي.
من الجدير بالذكر وجود اختلال في تنظيم عامل نمو البطانة الوعائية (في إي جي إف) ومستقبلاته في الأدواء العصبية التنكسية وفق بعض الفرضيات. يؤدي التفاعل بين بروتين عامل النمو ومستقبله إلى التكاثر الخلوي، ويُعتقد أن هذه العملية تتعطل في داء باركنسون والألزهايمر. يسبب هذا توقف النمو الخلوي ويمنع تشكل شعيرات جديدة بعملية تولد الأوعية. قد يؤثر تعطل المستقبلات الخلوية أيضًا في قدرة الخلايا على الالتحام ببعضها عند موصل الالتصاق.
بعد تعطل عملية تشكل الشعيرات الجديدة، تنهار الشعيرات الموجودة سابقًا وتبدأ الخلايا بالانفصال عن بعضها ما يؤدي إلى انهيار الموصلات الفجوية. تساعد الموصلات الفجوية في الخلايا البطانية في الحاجز الدماغي الدموي على منع دخول الجزيئات الكبيرة والضارة إلى الدماغ عبر تنظيم جريان المغذيات إليه. عند انهيار هذه الموصلات، تتمكن بروتينات البلازما من دخول النسيج البيني خارج الخلوي في الدماغ. تُعرف هذه العملية بالتسرب الوعائي، وهنا يؤدي التنكس الشعري إلى تسرب الدم وبروتيناته إلى الدماغ. قد يسبب هذا التسرب تغير وظيفة العصبونات وانزياحها نحو سلوك الاستماتة الخلوية أو الموت الخلوي.

## تأثير المرض على الحركة
توجد العصبونات الدوبامينية بوفرة في المادة السوداء، وهذه المادة مسؤولة عن التحكم في الحركة وتنظيم التعلم. الدوبامين ناقل عصبي ينشط العصبونات الحركية في الجهاز العصبي المركزي، وهذه الخلايا تنقل إشارتها عبر جهد الفعل إلى العصبونات الحركية في الساقين، لكن عندما يموت قسم كبير من هذه العصبونات المحركة (50-60%) تنقص مستويات الدوبامين بنسبة تقارب 80%. يثبط هذا قدرة العصبونات على توليد الإشارات ونقلها، وهذا يؤدي أخيرًا إلى ظهور مشية باركنسون الوصفية مع أعراض المرض مثل المشية المنحنية والبطيئة أو الرجفان.